# جیامپائولو کالزی
جیامپائولو کالزی (انگلیسی: Giampaolo Calzi؛ زادهٔ ۹ سپتامبر ۱۹۸۵) بازیکن فوتبال اهل ایتالیا است.
از باشگاه‌هایی که در آن بازی کرده‌است می‌توان به باشگاه فوتبال پروجا، باشگاه فوتبال ارورا پرو پاتریا ۱۹۱۹، باشگاه فوتبال سمپدوریا، باشگاه فوتبال رجانا، و باشگاه فوتبال ویچنزا اشاره کرد.